# Phaeoisaria sparsa
Phaeoisaria sparsa är en svampart som beskrevs av B. Sutton 1973. Phaeoisaria sparsa ingår i släktet Phaeoisaria, divisionen sporsäcksvampar och riket svampar.   Inga underarter finns listade i Catalogue of Life.